# Teatro Experimental do Funchal
O Teatro Experimental do Funchal (TEF) é uma companhia de teatro portuguesa com sede na cidade do Funchal. O objetivo desta associação cultural, sem fins lucrativos e de utilidade pública, é fomentar o desenvolvimento do teatro na Região Autónoma da Madeira. A companhia apresenta as suas peças habitualmente no Cine-Teatro de Santo António.

## História
Surgiu em 30 de novembro de 1975, sob o nome Grupo Experimental de Teatro do Funchal (GETF), por iniciativa do chefe de Serviços da Comissão de Atividades Culturais do Teatro Municipal Baltazar Dias, Fernando Nascimento. A intervenção de Virgílio Pereira, à época presidente da Câmara Municipal do Funchal, foi outra das pessoas fulcrais na sua criação. Criado como entidade particular, inicialmente Cooperativa e desde 2006 é uma Associação.
Os seus espetáculos e atividades complementares já foram assistidos por mais de 650 mil espectadores.